# 리 혜종
리 혜종(베트남어: Lý Huệ Tông / 李惠宗, 1194년 ~ 1226년 9월 3일(음력 8월 10일))은 베트남 대월국 리 왕조의 제8대 황제(재위 : 1211년 ~ 1224년)이다. 제7대 황제 고종의 아들이다. 휘는 리삼(베트남어: Lý Sảm / 李旵 이참) 혹은 리하오삼(베트남어: Lý Hạo Sảm / 李昊旵 이호참)이다. 시호는 자천통어흠인횡효황제(베트남어: Tự Thiên Thống Ngự Khâm Nhân Hoành Hiếu hoàng đế / 自天捅御欽仁橫孝皇帝)이다.

## 생애
1210년 아버지 고종의 사망으로 황제로 즉위 했지만, 아버지와 같이 어리석은 인물로 국정을 돌보지 않았기 때문에, 외척인 쩐투도(陳守度, 진수도)에게 정사를 위임을 맡겼다.
1224년 황위의 찬탈을 도모한 쩐투도에 의해서 폐위되었고, 자신의 차녀로 불과 7살의 나이였던 소황제(昭皇帝) 팟킴(베트남어: Phật Kim / 佛金 불금)이 옹립되었다.
1226년 폐위된 혜종은 찬탈의 준비를 마친 쩐투도에 의해, 절에서 자살을 강요받아 죽음을 당하였다.

## 가족 관계
- 부왕 : 고종
- 모후 : 안전왕후 두씨(安全皇后 譚氏)

- 왕후 : 영자국모 진씨용(靈慈國母 陳氏容)
  - 공주 : 소황제

## 기년
| 혜종        | 원년            | 2년        | 3년        | 4년        | 5년        | 6년        | 7년        | 8년        | 9년        | 10년       |
| ----------- | --------------- | ---------- | ---------- | ---------- | ---------- | ---------- | ---------- | ---------- | ---------- | ---------- |
| 서력 (西曆) | 1211년          | 1212년     | 1213년     | 1214년     | 1215년     | 1216년     | 1217년     | 1218년     | 1219년     | 1220년     |
| 간지 (干支) | 신미(辛未)      | 임신(壬申) | 계유(癸酉) | 갑술(甲戌) | 을해(乙亥) | 병자(丙子) | 정축(丁丑) | 무인(戊寅) | 기묘(己卯) | 경진(庚辰) |
| 연호 (年號) | 건가(建嘉) 원년 | 2년        | 3년        | 4년        | 5년        | 6년        | 7년        | 8년        | 9년        | 10년       |
| 혜종        | 11년            | 12년       | 13년       | 14년       |            |            |            |            |            |            |
| 서력 (西曆) | 1221년          | 1222년     | 1223년     | 1224년     |            |            |            |            |            |            |
| 간지 (干支) | 신사(辛巳)      | 임오(壬午) | 계미(癸未) | 갑신(甲申) |            |            |            |            |            |            |
| 연호 (年號) | 11년            | 12년       | 13년       | 14년       |            |            |            |            |            |            |